# Vážany (district d'Uherské Hradiště)
Pour les articles homonymes, voir Vážany.
Vážany (en allemand : Wazan ou Waschan) est une commune du district d'Uherské Hradiště, dans la région de Zlín, en République tchèque. Sa population s'élevait à 438 habitants en 2020.

## Géographie
Vážany se trouve à 14 km à l'ouest-sud-ouest d'Uherské Hradiště, à 34 km au sud-ouest de Zlín, à 55 km à l'est-sud-est de Brno et à 238 km au sud-est de Prague.
La commune est limitée par Stříbrnice au nord, par Polešovice à l'est, par Ořechov au sud et au sud-ouest, et par Újezdec à l'ouest.

## Histoire
La première mention écrite du village date de 1220.

## Galerie

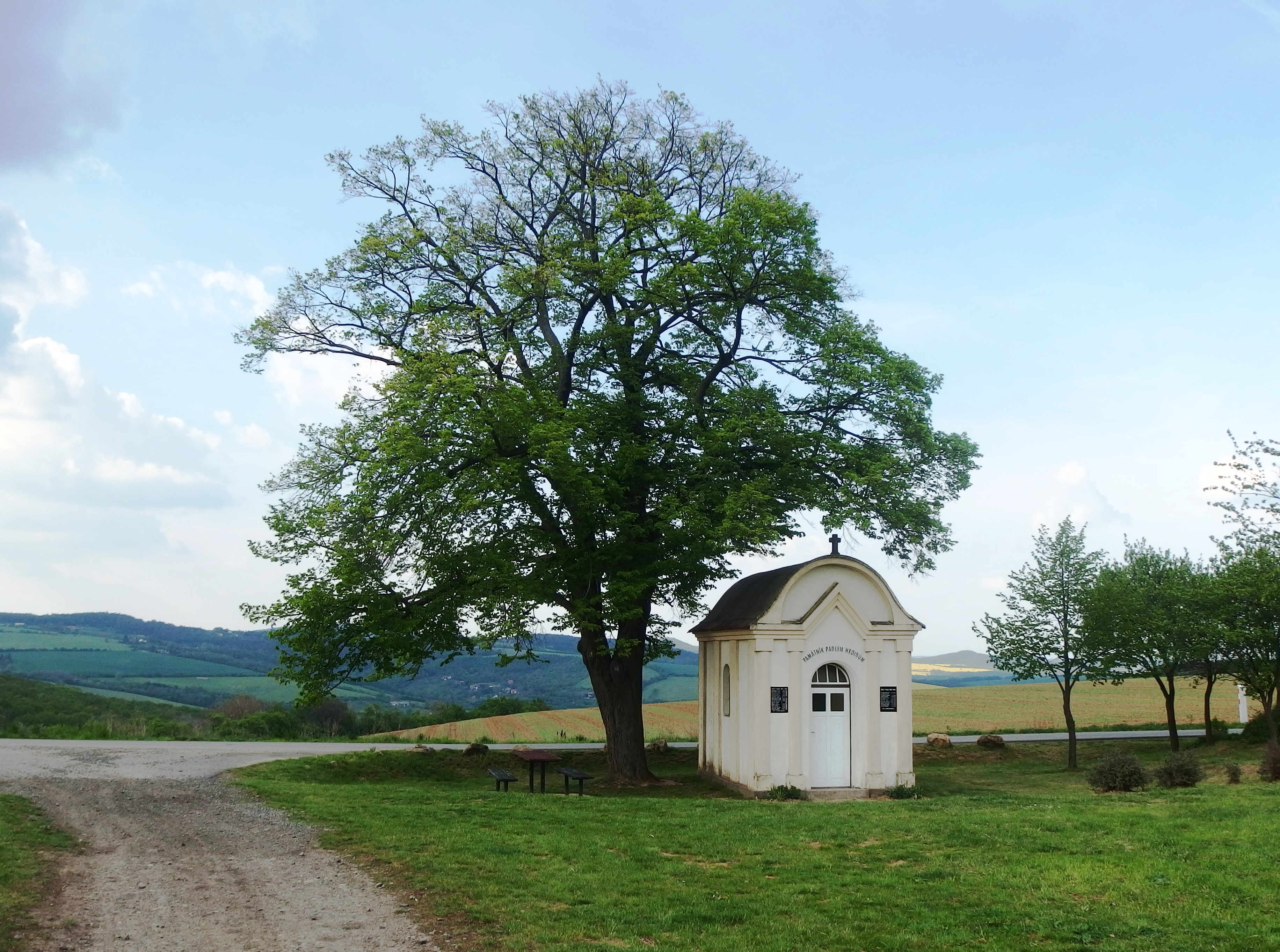
Chapelle à Vážany.
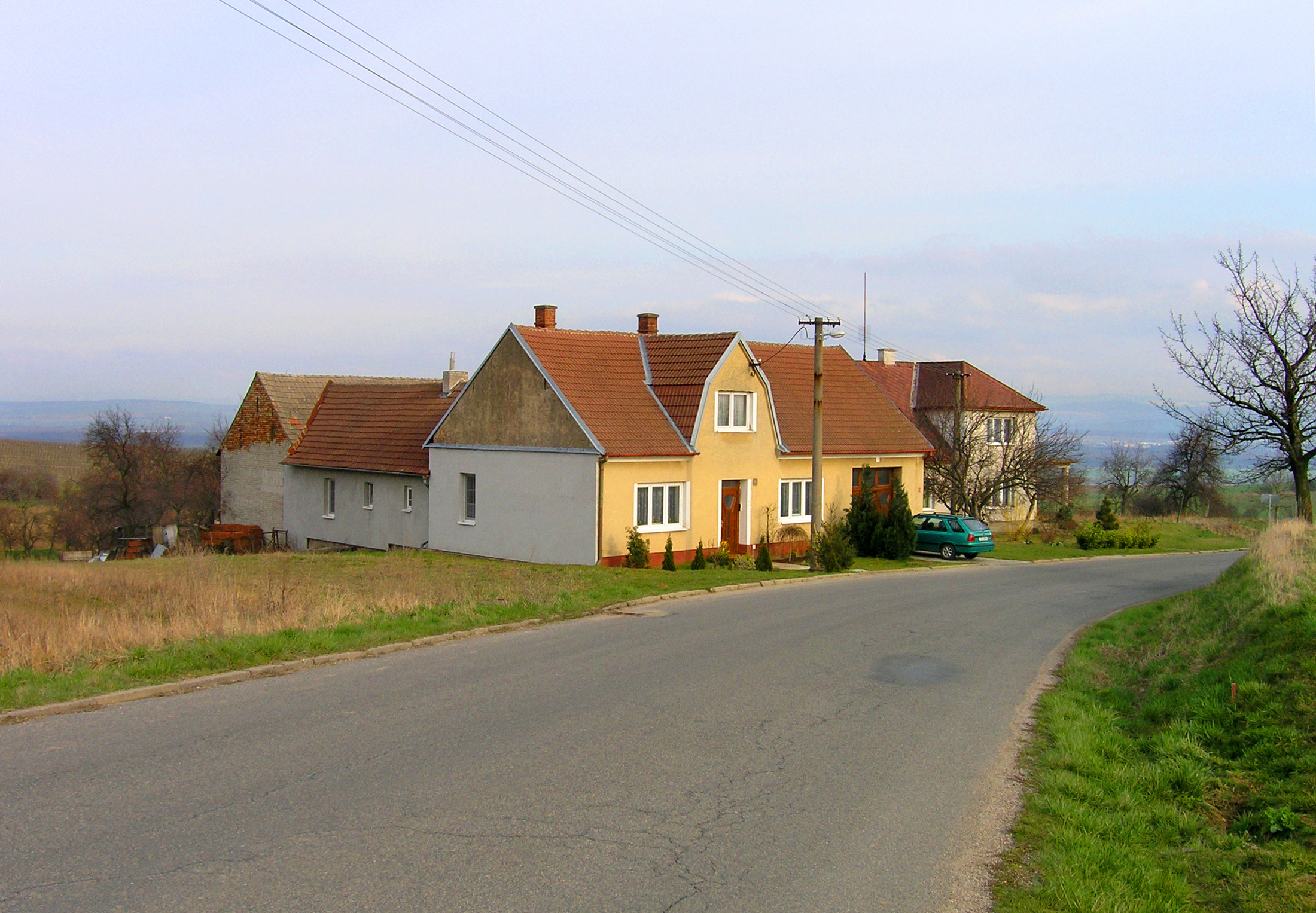
Vážany : à l'est.